# Gottfried Flach
Ludwig Christian Gottfried Flach (* 22. Dezember 1904 in Stuttgart; † 12. März 1979 in Goslar) war ein deutscher Ingenieur und Politiker (NSDAP).

## Leben
Flach besuchte 1911 bis 1915 die Mittelschule und 1915 bis 1924 das Gymnasium in Frankfurt am Main. 1924 bis 1929 studierte er an der Technischen Hochschule Darmstadt und schloss das Studium als Diplom-Ingenieur ab. Ab Oktober 1929 arbeitete er bei den Vereinigten Stahlwerken AG in Dortmund. Nach der Machtergreifung der Nationalsozialisten wurde er 1933 Direktor der Dortmunder Gaswerke AG und der Dortmunder Wasserwerks-GmbH, die ab Sommer 1939 als Dortmunder Stadtwerke AG firmierten.
Im Zweiten Weltkrieg leistete er vom 1. Februar 1940 bis Anfang 1941 und erneut vom 10. März 1942 bis Februar 1944 Kriegsdienst. Sein letzter Dienstgrad war Unteroffizier. Vom 1. April 1944 bis Kriegsende war er Wehrkreisbeauftragter des Ministeriums Speer für den Gau Westfalen-Süd. Nach dem Krieg war er vom 18. April 1945 bis zum 10. November 1947 in Recklinghausen interniert. Die Anklage vor der 2. Spruchkammer Recklinghausen, er sei als Gauamtsleiter für Technik Politischer Leiter gewesen, endete am 30. September 1947 mit einem Freispruch, da er diese Funktion nicht innegehabt hatte. Er wurde am 28. März 1950 im Rahmen der Entnazifizierung als Minderbelasteter (Bewährungsgruppe) eingestuft. Am 19. Juni 1951 erfolgte eine Rückstufung in den Kategorie Mitläufer. Diese Rückstufung wurde am 29. Januar 1952 bestätigt.
Seit Juli 1950 war er Technischer Angestellter, später Oberingenieur bei einem Unternehmen in Iserlohn. Seit 1961 lebte er in Goslar.

## Politik
Zum 1. März 1930 trat er der Ortsgruppe Dortmund der NSDAP bei (Mitgliedsnummer 218.320). Seit dem Sommer 1930 war er Sektionsleiter in Dortmund-Süd, ab dem 1. März 1931 Ortsgruppenleiter in Dortmund, wo er seit Januar 1932 auch USchlA-Vorsitzender war. Vom 1. September 1932 bis zum 30. November 1934 war er NSDAP-Kreisleiter in Dortmund. Er war vom 3. April 1933 bis zum 2. Oktober 1933 Stadtverordnetenvorsteher in Dortmund und vom 1. Januar 1934 bis 1944 dort Ratsherr. 1933 gehörte er dem Provinziallandtag der Provinz Westfalen an und war stellvertretendes Mitglied im Provinzialausschuss. Von April 1933 bis zum 10. Juli 1933 war er auch stellvertretendes Mitglied im Preußischen Staatsrat. Er war zunächst evangelischer Konfession und bezeichnete sich ab 1937 als gottgläubig.